# Биджапур (округ, Карнатака)
Биджапур (канн. ವಿಜಾಪುರ; англ. Bijapur) — округ в индийском штате Карнатака. Образован в 1848 году. Административный центр — город Биджапур. Площадь округа — 10 494 км². По данным всеиндийской переписи 2001 года население округа составляло 1 806 918 человек. Уровень грамотности взрослого населения составлял 57 %, что немного ниже среднеиндийского уровня (59,5 %). Доля городского населения составляла 21,9 %. В 1997 году из части территории округа был образован новый округ Багалкот.